# Alfred Reckendrees
Alfred Reckendrees (* 8. Januar 1962 in Ennigerloh) ist ein deutscher Wirtschaftshistoriker und Hochschullehrer an der Copenhagen Business School (CBS).

## Leben und Wirken
Reckendrees studierte Neuere und Neueste Geschichte, Osteuropäische Geschichte, Philosophie und deutsche Philologie an der Westfälischen Wilhelms-Universität Münster, wo er 1989 sein Masterexamen ablegte. Von 1990 bis 1993 arbeitete er als Wissenschaftlicher Referent am Rheinischen Industriemuseum Oberhausen und betreute als Kurator mehrere Ausstellungen der Gedenkstätte Sachsenhausen. 1999 wurde Reckendrees an der Universität Bielefeld mit einer von Werner Abelshauser betreuten Arbeit über die Gründung der Vereinigten Stahlwerke (VSt) summa cum laude promoviert. Von 2000 bis 2008 folgte eine Anstellung als Wissenschaftlicher Rat am Lehrstuhl für Wirtschafts- und Sozialgeschichte der Universität zu Köln. Seit Oktober 2008 lehrt Reckendrees als Associate Professor Wirtschaftsgeschichte an der Copenhagen Business School im dänischen Frederiksberg.

## Schriften (Auswahl)
- Das „Stahltrust“-Projekt. Die Gründung der Vereinigte Stahlwerke A.G. und ihre Unternehmensentwicklung 1926–1933/34. München: C.H. Beck, 2000, ISBN 3-406-45819-X (Zugl.: Bielefeld, Univ., Diss., 1999).
- zusammen mit Ralf Ahrens und Boris Gehlen (Hrsg.): Die „Deutschland AG“. Historische Annäherungen an den bundesdeutschen Kapitalismus. Essen: Klartext, 2013, ISBN 978-3-8375-0986-1.
- mit Jan-Otmar Hesse, Christian Kleinschmidt, Raymond G. Stokes (Hrsg.): Perspectives on European economic and social history = Perspektiven der europäischen Wirtschafts- und Sozialgeschichte. Baden-Baden: Nomos, 2014, ISBN 978-3-8329-7760-3.
- Beiersdorf. Die Geschichte des Unternehmens hinter den Marken NIVEA, tesa, Hansaplast & Co. München: C.H. Beck, 2018, ISBN 978-3-406-72508-1.